# Teatro Les Kurbas

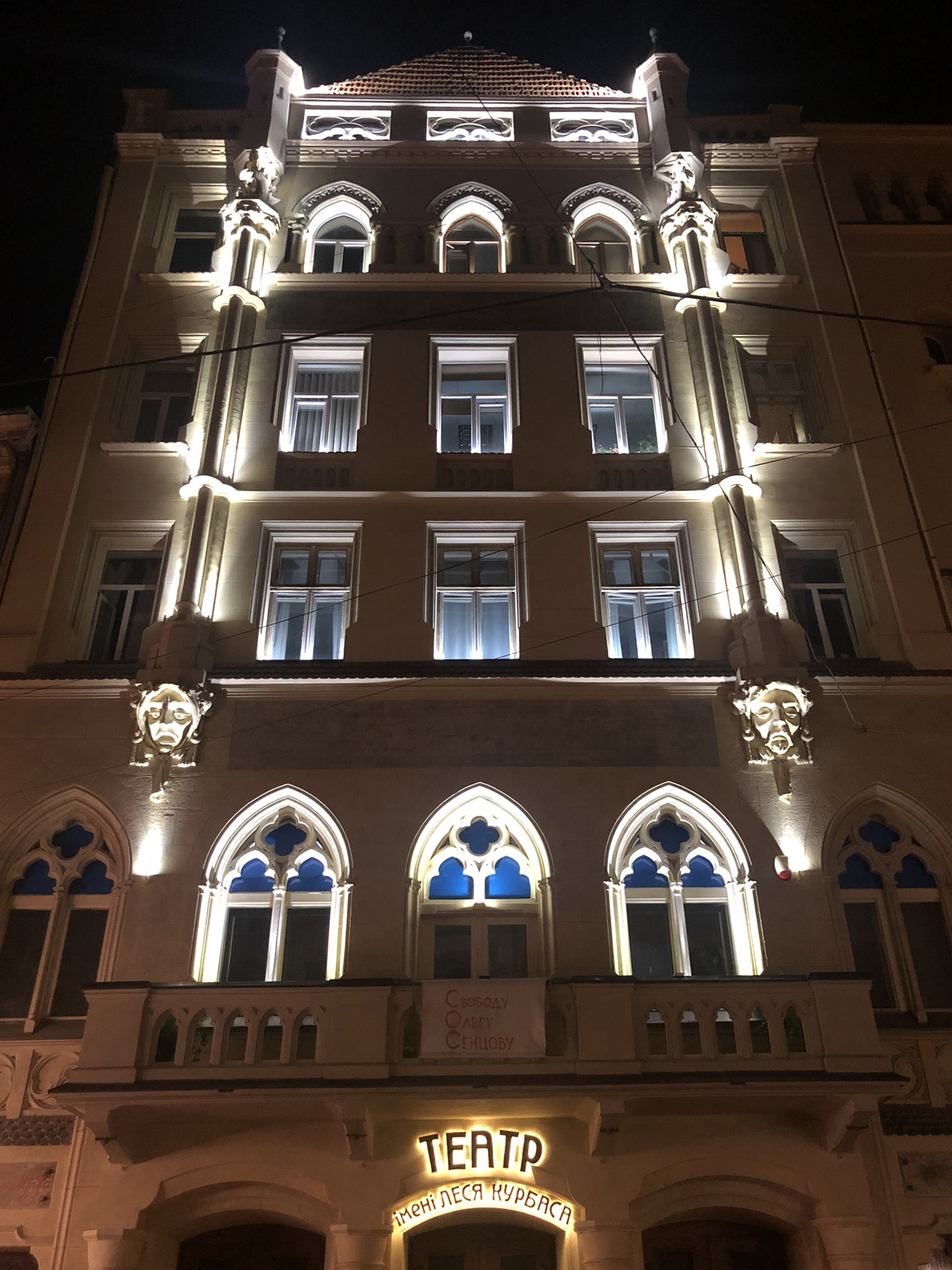
Teatro Les Kurbas, Leopoli.

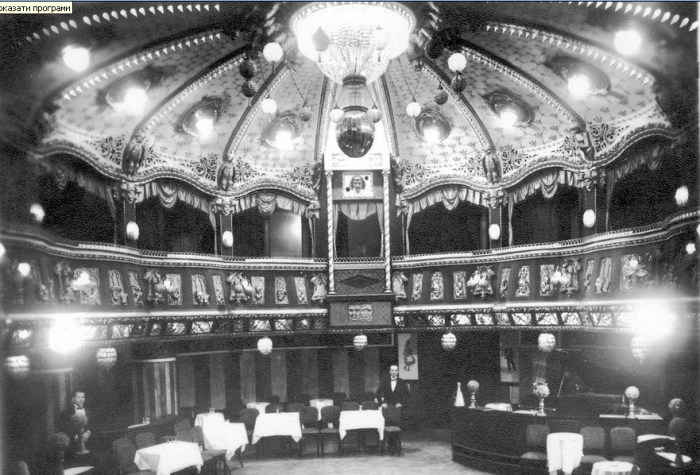
Interno del Casino de Paris, che oggi ospita il Teatro L. Kurbas. Foto del primo piano. 20 ° secolo.

Il Teatro Accademico Les Kurbas Leopoli è stato fondato nel 1988  da Volodymyr Kuchynsky e da un gruppo di giovani attori che, come l'eccezionale regista ucraino Les Kurbas e i suoi colleghi nel 1918, hanno sentito il bisogno di creare un teatro. Oleg Mikhailovich Tsyona è il direttore artistico del teatro dal 2019.
Dalla sua fondazione, il Teatro Les Kurbas è diventato uno dei gruppi teatrali più famosi, sia in Ucraina che all'estero. Spettacoli a teatro tra cui: "Giardino delle sculture non scongelate"  di Lina Kostenko; "Grateful Herod" e "Narcissus" di Hryhoriy Skovoroda; "Tra due forze" di Volodymyr Vynnychenko; "In the Field of Blood", "Johanna, Herod's Wife"  e "Apocrypha" di Lesia Ukrainka; "Dreams" e "Zabavy dlya Fausta" di Fëdor Dostoevskij; "Lode a Eros" e "Sileno Alcibiadi" di Platone; "Marco il Maledetto o Leggenda Orientale" di Vasyl Stus; E "Aspettando Godot" di Samuel Beckett rappresentarono degnamente l'Ucraina e vinsero i massimi riconoscimenti in numerosi festival teatrali internazionali.